# خيزران الحظ
لاكي بامبو أو خيزران الحظ بالرغم من الاسم إلا أنه ليس خيزران على الإطلاق إذ يتبع جنس الدراسينا يستخدم للزينة في المنازل والمكاتب وأماكن غيرها وشكلها يكون لولبياً من الأعلى أو عمودياً ومن طرق الاعتناء بها وضعها في إناء يحتوي على ماء فقط وهو نبات محب للرطوبة والإنارة ويستحسن تغيير الماء كل ثلاث أيام.